# Thrips heraclei
Thrips heraclei är en insektsart som beskrevs av Dudley Moulton 1926. Thrips heraclei ingår i släktet Thrips och familjen smaltripsar. Inga underarter finns listade i Catalogue of Life.